# Lienz
Lienz este capitala districtului cu același nume din landul Tirol, Austria.
Situl arheologic Aguntum (fostă așezare romană) se găsește la 4 km est de Lienz, pe teritoriul comunei Dölsach.

## Comune vecine
|                    | Thurn, Gaimberg  |                |
| Leisach, Oberlienz |                  | Nußdorf-Debant |
|                    | Amlach, Tristach |                |